# Pierre Gole
Pierre Gole est né vers 1620, à Bergen, en Hollande, et est mort le 27 novembre 1684, à Paris. Il était ébéniste du roi Louis XIV.

## Biographie

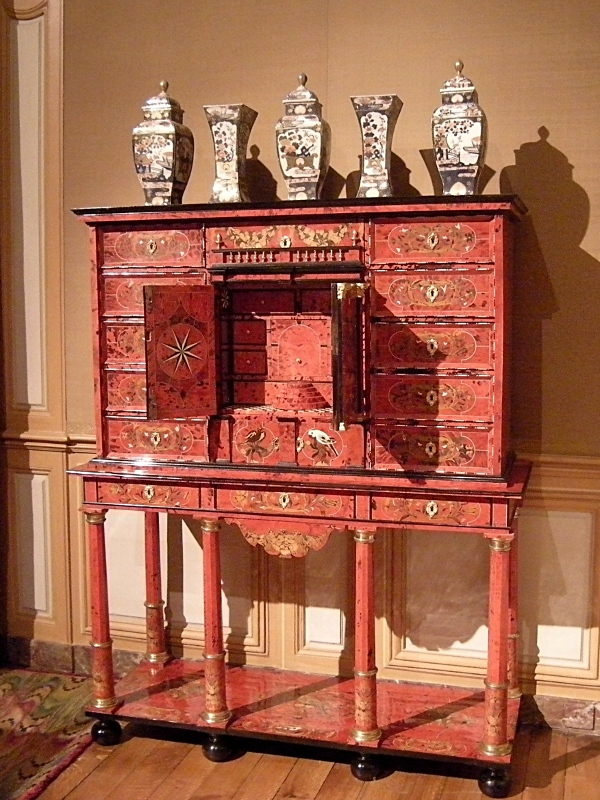
Cabinet d'écaille rouge attribué à Pierre Gole, château de Vaux-le-Vicomte.

Pierre Gole (ou Golle) apprend son métier chez son beau-père, l'ébéniste hollandais Adriaan Garbrand. Gole a été employé par le cardinal Mazarin avant d'obtenir la protection royale. À compter de 1656, Pierre Gole est décrit dans les documents comme « maître menuisier en ébène du roi ». À partir de 1662, il a fourni au roi Louis XIV, et au Grand Dauphin, des armoires en marqueterie et de nombreuses autres pièces de mobilier, pour le château de Versailles et autres châteaux royaux.
En 1681, il exerce son talent dans un atelier à la Manufacture des Gobelins,.
Il facturait 6 000 livres certaines de ses armoires exceptionnelles. Pour le plancher en marqueterie du cabinet du Grand Dauphin, il sera payé 7 500 livres.
Théodor Herman Lunsingh Scheurleer a identifié Pierre Gole, comme étant l'ébéniste créateur d'une table et deux guéridons, marquetés en étain et laiton, qui se trouvent à Knole House, et qui étaient probablement des cadeaux diplomatiques de Louis XIV à l'ambassadeur anglais John Sackville. Il a identifié aussi un bureau décoré de façon similaire à Boughton House.
Des trépieds ou des tables basses, appartenant à la collection royale d'œuvres d'art, ou au Paul Getty Museum, ont été attribués à Pierre Gole par Gillian Wilson.
Son fils, Corneille Gole, protestant émigré après la révocation de l'édit de Nantes, en 1685, travaille en 1689, avec l'ébéniste londonien Gerrit Jensen, d'origine hollandaise, et il fournit du mobilier en marqueterie, dans le dernier goût parisien, à la cour royale britannique. Le dessinateur huguenot, Daniel Marot épousera la fille de Gole.
Pierre Gole est mort à Paris, le 27 novembre 1684.

## Œuvres remarquables

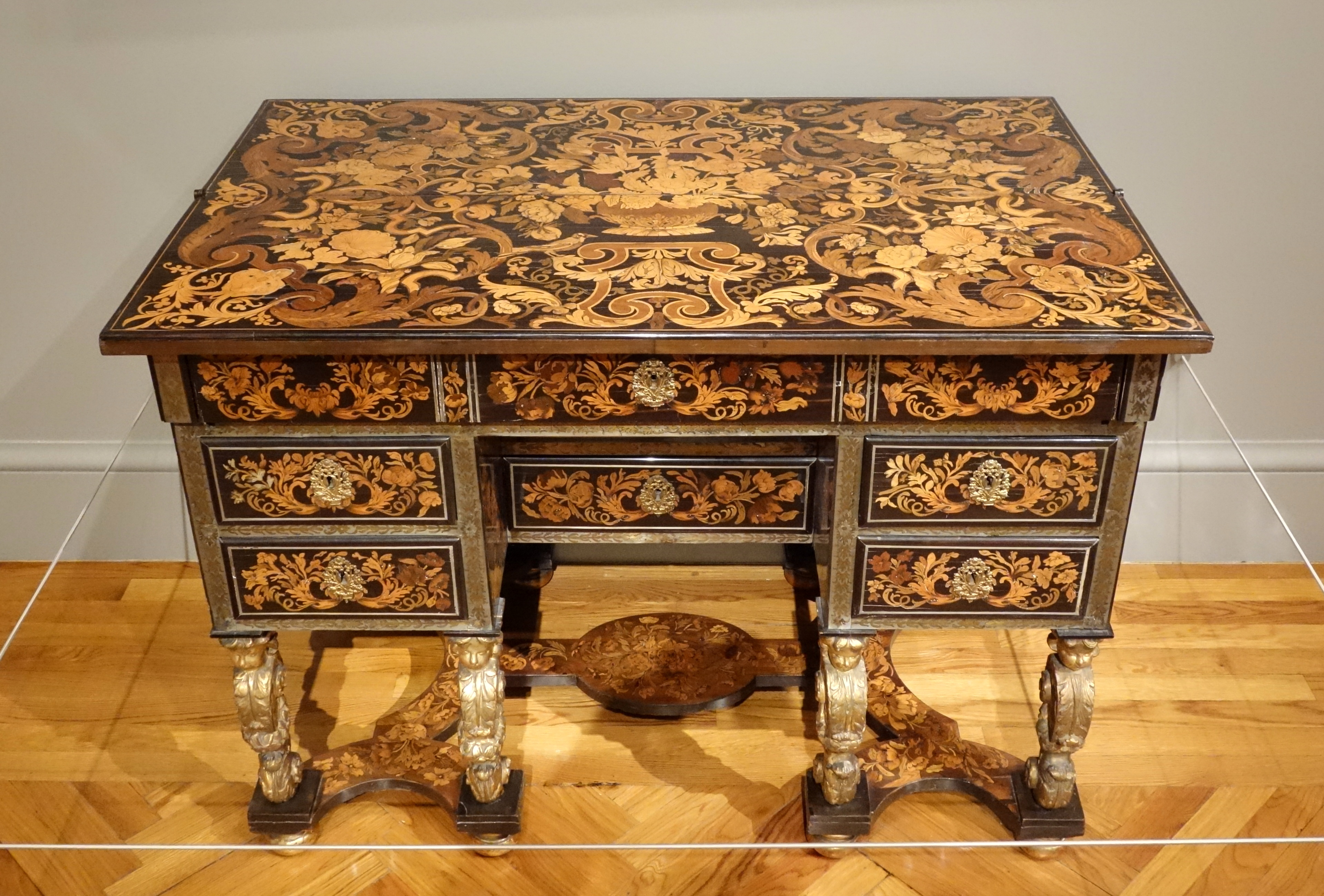
Secrétaire, vers 1680, ébène, bois de rose, bois doré, étain, California Palace of the Legion of Honor, San Francisco, États-Unis

- Table du Grand Dauphin, vers 1680, marqueterie d'étain, écaille, nacre et bronze doré, 74,5 × 35,5 × 41 cm, musée du Louvre[4].
- Cabinet à décor d'ivoire, 1661-65, Londres, Victoria and Albert Museum[5].
- Cabinet de Procris et Céphale, Chateau d'Ambleville.Château d'Ambleville
- Table revêtue d'ivoire, vers 1670-1675, Los Angeles, Paul Getty Museum[6].
- Table tripode, vers 1680, Los Angeles, Paul Getty Museum[7].
- Cabinet à décor de marqueterie de métal, Paris, musée Jacquemart-André.
- Cabinet d'écaille rouge[8], château de Vaux-le-Vicomte.
- Secrétaire, vers 1680, ébène, bois de rose, bois doré, étain, California Palace of the Legion of Honor, San Francisco, États-Unis.

Il est certainement l’auteur du cabinet d’ébène du musée du Louvre, daté de 1643.